# Mažeikiai (gemeente)
Mažeikiai is een van de 60 Litouwse gemeenten, in het district Telšiai.
De hoofdplaats is de gelijknamige stad Mažeikiai. De gemeente telt ongeveer 65.500 inwoners op een oppervlakte van 1220 km².

## Plaatsen in de gemeente
Plaatsen met inwonertal (2001):
- Mažeikiai – 42675
- Viekšniai – 2270
- Tirkšliai – 1626
- Seda – 1309
- Kalnėnai – 868
- Krakiai – 642
- Balėnos – 615
- Žemalė – 586
- Laižuva – 560
- Palnosai – 555